# Erhart Winkler
Erhart Winkler (* 12. April 1921 in Wien; † 22. November 2005 ebenda) war ein österreichischer Wirtschaftswissenschaftler und Geograph.

## Leben
Erhart Winkler widmete sich nach der Matura dem Studium der Geographie an der Universität Wien, das er 1949 mit der Promotion zum Dr. phil. abschloss. Im gleichen Jahr trat er eine Stelle als Assistent von Leopold Scheidl am Geographischen Institut der Hochschule für Welthandel an, 1959 habilitierte er sich als Privatdozent im Fach Wirtschaftsgeographie. Im Jahre 1964 nahm Erhart Winkler einen Ruf als ordentlicher Professor für Wirtschaftsgeographie an die Handelshochschule St. Gallen an, dort wurde ihm zusätzlich die Leitung der Forschungsstelle für Wirtschaftsgeographie übertragen. 1971 kehrte er nach Wien zurück, wo er an der Wirtschaftsuniversität in der Nachfolge des verstorbenen Walter Strzygowski zum ordentlichen Professor für Wirtschaftsgeographie und Vorstand des gleichnamigen Instituts ernannt wurde, 1985 wurde er emeritiert. Erhart Winkler verstarb im November 2005 an den Folgen einer schweren Operation. Seine letzte Ruhestätte fand er auf dem Wiener Zentralfriedhof.
Winkler zählte zu den Gründungsmitgliedern der Österreichen Gesellschaft für Wirtschaftsraumforschung, die ihm 2002 die Ehrenmitgliedschaft verlieh. Er war Mitglied der Österreichischen Geographischen Gesellschaft, die er in den Jahren 1978 bis 1981 präsidierte. Erhart Winkler unternahm Forschungsreisen, die ihn durch Europa, in den Vorderen Orient, nach Nordafrika sowie nach Nord- und Mittelamerika führten. Sein Forschungsschwerpunkt galt der Wirtschaftsgeographie, der Verkehrsgeographie sowie dem Tourismus.

## Publikationen
- Österreich und die Schweiz : ein wirtschafts- und verkehrsgeographischer Vergleich. Österreichische Geographische Gesellschaft, Wien, 1957
- Die Tabakwirtschaft von Samsun. in: Arbeiten aus dem Geographischen Institut der Hochschule für Welthandel., Hochschule für Welthandel, Wien, 1959
- Industrialisierung in der Türkei und ihre Probleme. Manz, Wien, 1960
- Bericht über eine Studienreise nach der Türkei 1961. Österreichische Geographische Gesellschaft, Wien, 1961
- Die Wirtschaft von Zonguldak, Türkei; eine geographische Untersuchung. in: Wiener geographische Schriften, 12/13., F. Berger, Wien, Horn, Niederösterreich, 1961
- Grundlagen und Entwicklung der Teewirtschaft im türkischen Schwarzmeergebiet. Wien, 1963
- zusammen mit Herwig Lechleitner, Leopold Scheidl: Beiträge zur Wirtschaftsgeographie. in: Wiener geographische Schriften, 43/44/45-46/47/48., F. Hirt, Wien, 1975–76
- Die Mittelmeerküsten Frankreichs und Spaniens. in: Schriftenreihe des Vereins Naturschutzpark e.V.; Gestaltung der Sonnenküsten Europas; T. 3., Franckh, Stuttgart, 1976